# Whispers (album Thomasa Andersa)
Whispers – drugi album niemieckiego piosenkarza Thomasa Andersa, wydany 31 maja 1991 roku.

## Lista utworów
| Nr  | Tytuł utworu                            | Długość |
| --- | --------------------------------------- | ------- |
| 1.  | „The Sweet Hello, The Sad Goodbye”      | 4:32    |
| 2.  | „Whispers Of Love”                      | 5:05    |
| 3.  | „The Echo Of My Heart”                  | 4:27    |
| 4.  | „Maybe I'm Dreaming”                    | 4:23    |
| 5.  | „For All That We Know”                  | 4:03    |
| 6.  | „Can't Give You Anything (But My Love)” | 4:15    |
| 7.  | „For Your Love”                         | 4:38    |
| 8.  | „True Love”                             | 4:44    |
| 9.  | „Don't Say You Love Me”                 | 4:39    |
| 10. | „Hungry Hearts”                         | 4:08    |
|     |                                         | 44:54   |

Na podstawie Discogs.